# ϴ́
Theta z akutem (majuskuła: ϴ́; minuskuła: θ́) – diakrytyzowana litera alfabetu łacińskiego powstała z dodania akutu po prawej stronie thety. W XVII wieku Jana Kochanowski zaproponował jej użycie w zapisie dla języka średniopolskiego, do oznaczenia dźwięku dź, jako spółgłoska zwarto-szczelinowa dziąsłowo-podniebienna dźwięczna [dʑ].